# Namibia Civil Aviation Authority
Die Namibia Civil Aviation Authority (NCAA) ist die namibische Luftfahrtbehörde, die für die zivile Luftfahrt zuständig ist. Sie wurde im November 2016 basierend auf dem Namibian Civil Aviation Act, Act 6 of 2016 gegründet. Die NCAA ging aus dem Directorate of Civil Aviation des Ministeriums für Öffentliche Arbeiten und Verkehr hervor.
Sie ist für die Sicherheit und Organisation des Luftverkehrs in und über Namibia zuständig.